# Creciente y estrella

Diseño de la creciente y estrella usado en Bizancio en el

La creciente y estrella es un símbolo que consiste en una media luna con una estrella junto a su lado cóncavo. Sus orígenes se remontan a la colonia griega de Bizancio en torno al año 300 a. C., aunque su uso se extendió cuando el rey Mitrídates IV Eupator lo convirtió en el emblema real del Reino del Ponto tras incorporar Bizancio a su reino durante un corto período de tiempo. En el siglo V estaba presente en las monedas acuñadas por el Imperio sasánida; por lo que este símbolo viajó por todo Oriente Medio durante más de 400 años desde el siglo III hasta la conquista musulmana de Persia en el siglo VII. Los gobernantes musulmanes también lo acuñaron en sus monedas durante los primeros años del Califato ortodoxo, siendo réplicas exactas de las monedas sasánidas.
Ambos elementos tienen una larga historia en la iconografía del antiguo Oriente Próximo representando al Sol y a la Luna o a la Luna y a Venus. Se ha sugerido que la media luna realmente represente a Venus o al Sol durante un eclipse. Las monedas con medias lunas y estrellas separadas incluso tienen un origen más antiguo, llegando a la iconografía mesopotámica. La estrella o el Sol a menudo se encuentra dentro de la media luna.
Esta combinación no es muy común en la heráldica de finales del Medievo, sino que alcanzó más prominencia debido a su adopción como bandera y símbolo nacional del Imperio otomano y algunos de sus eyalatos y valiatos. La bandera otomana de 1844, con una media luna blanca y un fondo rojo, continúa siendo la bandera de la República de Turquía con algunas modificaciones menores. Otros estados que antes formaban parte del Imperio otomano también lo usan, incluyendo Libia (1951-1969 y desde 2011), Túnez (1831) y Argelia (1958). El mismo símbolo también se ha usado en otras banderas nacionales a partir del siglo XX como Kazajistán (1917), Azerbaiyán (1918), Pakistán (1947), Malasia (1948), Singapur (1959), Mauritania (1959), Azad Cachemira (1974), Uzbekistán (1991), Turkmenistán (1991) y Comoras (2001). A finales del siglo XX la creciente y estrella ha sido asociada como "símbolo del islam", ocasionalmente reivindicada por el nacionalismo árabe o el islamismo en las décadas de 1970 y 1980, aunque a veces ha sido rechazada por otros eruditos por ser errónea. Al contrario de la cruz, que es el símbolo de la crucifixión de Jesús en el cristianismo, no existen vínculos entre la estrella y la media luna con el concepto de islam.  
En Unicode el símbolo "Creciente y estrella" ☪ es U+262A.

## Origen

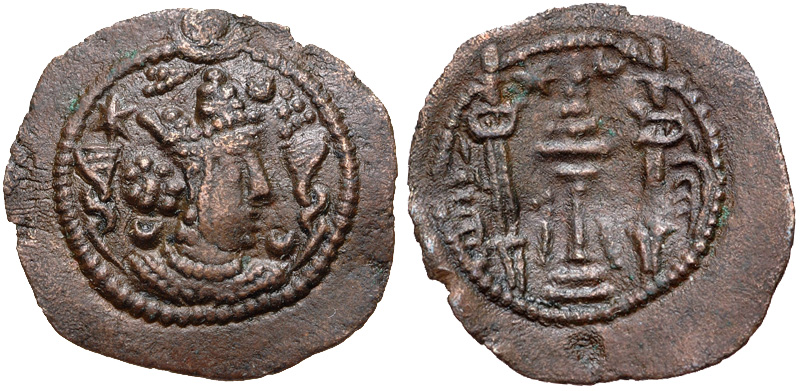
Creciente y estrella en la moneda de Kavad I

En Bizancio, el símbolo se asoció con su diosa patrona Artemisa y su versión romanizada Diana con la griega jónica o caria Hécate, y se utiliza como una representación de las diosas de la Luna en la época grecorromana. Las representaciones antiguas del símbolo siempre muestran la media luna con cuernos o sin ellos apuntando hacia arriba y con la estrella (a menudo con ocho rayos) colocada dentro de la media luna usadas como protección y buena fortuna. Este arreglo también se encuentra en las monedas del Imperio sasánida, luego de la conquista del Imperio bizantino. Por parte del Imperio otomano mucho de la cultura bizantina grecorromana llegó a fusionarse con las culturales de su invasor y conquistador de origen en Asia Central. Probablemente con el tiempo el símbolo fue adoptado como una forma de manifestación de identidad étnico-religiosa por todo el imperio siendo o no de origen turco, eso provocó que muchos de los países que se formaron luego de la disolución del imperio usaran el símbolo para representar su religión. Tanto así que se volvió un símbolo del Islam mundialmente conocido, tanto que sobrepasó las fronteras del antiguo imperio y llegó a otros países musulmanes fuera del imperio.

## Hemisferios
Las fases lunares se perciben de distinta forma según sea vista desde el hemisferio norte o sur. Desde el hemisferio meridional se ve como C en cuarto creciente, y como D en cuarto menguante (o decreciente). En tanto, desde el hemisferio septentrional la apariencia se invierte, viéndose como D en cuarto creciente, y como C en cuarto menguante.
Las banderas de los países de más abajo, salvo la de Comoras que cuenta con la Luna creciente por estar en el hemisferio sur, pertenecen en su totalidad al hemisferio norte, por lo tanto son lunas en cuarto menguante, a excepción de la de Mauritania que está en una posición neutra y la de Turkmenistán que también está en cuarto creciente.

## Algunos ejemplos
Los países cuyas banderas representan este símbolo son:

Bandera de Argelia
Bandera de Pakistán
Bandera de Turquía
Bandera de Túnez
Bandera de Libia
Bandera de Azerbaiyán
Bandera de Mauritania
Bandera de Malasia
Bandera de la República Árabe Saharaui Democrática
Bandera de la República Turca del Norte de Chipre

Otros movimientos políticos han tomado la creciente y estrella como icono:

Bandera inoficial  de los nacionalistas de Tartaristán (1980)
Bandera islámica de Bosnia y Herzegovina
Bandera de la República del Turquestán Oriental. Fue establecida en Kashgar, 1933

Otros países que tienen una creciente y algunas estrellas sobre sus banderas son:

Bandera de Singapur
Bandera de Turkmenistán
Bandera de Uzbekistán
Bandera de Comoras